# Uvaria nitida
Uvaria nitida är en kirimojaväxtart som beskrevs av William Roxburgh. Uvaria nitida ingår i släktet Uvaria och familjen kirimojaväxter. Inga underarter finns listade i Catalogue of Life.